# Cindy Robinson
Cindy Kirsten Robinson (6 aprile 1973) è una doppiatrice statunitense, che presta la sua voce in animazioni e videogiochi.
Alcuni dei suoi ruoli principali sono Makoto Nanaya e Gii della serie Blazblue, Betty Boop in spot pubblicitari, Queen Beryl in Sailor Moon, Chitose Nanbu in Ah My Buddha, Kukaku Shiba, Kiyone Nanbu, Miyako Shiba, Jinta Hanakari (ragazzo) e Kiyone Kotetsu in Bleach, Zola nella serie Blue Dragon, Amy Rose nella serie Sonic the Hedgehog e Megan Lewis, l'attrice che ha doppiato il Purge Emergency Broadcast System nella serie The Purge.